# Suchyj Łyman (przystanek kolejowy)
Suchyj Łyman (ukr. Сухий Лиман) – przystanek kolejowy w miejscowości Suchyj Łyman, w rejonie odeskim, w obwodzie odeskim, na Ukrainie.